# Living on My Own
Living on My Own је песма Фредија Меркјурија из 1985. године. Налази се и на његовом соло албуму Mr. Bad Guy као нумера број 9. 
Као сингл појавила се у Уједињеном Краљевству у септембру 1985, са Б-страном My Love Is Dangerous. Доспела је до 50. места на топ-листама и провела на њима три недеље. 
У Сједињеним Државама сингл је објављен заједно са песмом She Blows Hot & Cold у јулу 1985. На америчким листама песма је доспела до 85. места.
У току деведесетих излази неколико ремикса, при чему 1993. излази најуспешнији ремикс, који успева да се пробије на прво место на Британским топ-листама, и тамо остаје две недеље, а са листе излази након 13 недеља.
Сматра се (заједно са Барселоном) за Меркјуријев најпознатији соло рад.

## Музички спот
Музички спот је снимљен 5. септембра 1985. године, на Меркјуријев 39. рођендан у ноћном клубу у Минхену. Сви гости су били одевени у црно-беле костиме. У САД-у је било забрањено приказивање овог спота због неких "љубавних сцена".

## Позиције на листама
1985 оригинална верзија:
- #50 (ВБ)
- #85 (САД)

1993 'No More Brothers' ремикс:
- #1 (ВБ; Француска, Норвешка)

- #2 (Аустрија; Немачка; Данска; Швајцарска)

- #29 (Шведска)